# Radio i Televizija Crne Gore

Logo bis 2012

Logo bis April 2024

Radio i Televizija Crne Gore (RTCG; deutsch Montenegrinisches Radio und Fernsehen) ist die öffentlich-rechtliche Rundfunkgesellschaft von Montenegro mit Hauptsitz in Podgorica. Die Gesellschaft besteht aus den Teilen Radio Crne Gore / RCG (Hörfunk) und Televizija Crne Gore / TVCG (Fernsehen). RTCG-Generaldirektor ist Rade Vojvodic. Das jährliche Budget beläuft sich auf etwa 9 Millionen Euro (1,6 Mio. Werbung/7,4 Mio. staatlicher Finanzierung).
Seit 2006 ist RTCG Mitglied der Europäischen Rundfunkunion (EBU). Damit ist RTCG für die montenegrinischen Beiträge zum Eurovision Song Contest verantwortlich. Als Jugoslawien und Serbien und Montenegro noch Bestand hatten, war RTCG (oder Radio-Televizija Titograd) insgesamt dreimal (1983, 1984, 2005) für die Beiträge verantwortlich.

## Hörfunk (RCG)
Radio Crne Gore oder RCG (kyrillisch Радио Црне Горе) ist der öffentlich-rechtliche Hörfunk Montenegros. Es werden folgende Hörfunkprogramme produziert:
- Radio CG 1 sendet ein klassisches Vollprogramm
- Radio 98 zielt besonders auf eine junge Zielgruppe

Er sendet seit 1944 als Radio Titograd (Titograd ist der alte Name Podgoricas). 1963 wurden Radio Titograd und Televizija Titograd (Fernsehen) zu Radio-Televizija Titograd zusammengelegt.
1990 änderte Radio Titograd seinen Namen in Radio Crne Gore.

Radio Crne Gore
Radio 98

## Fernsehen (TVCG)
Televizija Crne Gore oder TVCG (kyr.:Телевизија Црне Гope) ist das öffentlich-rechtliche Fernsehen Montenegros. Es gliedert sich in drei Sender
- TV CG 1 sendet vor allem Nachrichten,
- TV CG 2 sendet Sport und Entertainment
- TV CG 3 sendet Parlamentsdebatten
- TV CG MNE sendet ausgewählte Sendungen der zwei nationalen Fernsehsender über Satellit.

Die ersten Ausstrahlungen erfolgten 1964, nachdem ab 1963 produziert wurde. Der Sendebetrieb lief bis 1990 unter Televizija Titograd, ab dann unter dem heutigen Namen.

TVCG 1
TVCG 2
TVCG 3
TVCG MNE